# Pehr Högfeldt
Pehr Johan Högfeldt, född 29 februari 1796 i Brunnby socken, död 29 juli 1855 i Stockholm, var en svensk navigationslärare.
Pehr Högfeldt var son till lantbrukaren Jöns Persson. Han gick i skola i Helsingborg och blev 1814 student vid Lunds universitet, där han även prästvigdes. Under några år tjänstgjorde han som präst på olika platser i Skåne och Halland men tröttnade, då han egentligen saknade intresse för prästyrket. 1818 gick han till sjöss på ett handelsfartyg och 1822 avlade han sjökaptensexamen, varefter han fram till 1825 hade befäl till sjöss. Därefter studerade han skeppsbyggeri i Norrland under ett par år innan han kom som kontorist till Stockholm, där han blev bekant med Samuel Owen och anställdes av denne som befälhavare ombord på ett ångfartyg. 1834 blev Högfeldt extraordinarie lärare och följande år stadsmathematicus och ordinarie lärare vid navigationsskolan i Stockholm, till vars föreståndare han utnämndes 1842. Sjömansutbildningen i Sverige var då av låg klass, men under Högfeldts ledning förbättrades undervisningen betydligt. Han var även den egentlige upphovsmannen till riksdagens beslut att upprätta nya navigationsskolor i Göteborg, Malmö, Gävle och Kalmar. Högfeldt utgav Om barometern och termometern 1833 och medverkade i den av Eric Gustaf af Klint utgivna Lärobok i navigationsvetenskapen (2:a upplagan 1845).